# بی‌خواب (آلبوم)
اینسومنیاک،(بی خواب) نام هشتمین آلبوم و چهارمین آلبوم انگلیسی انریکه ایگلسیاس است. در این آلبوم جان شنکز، کریستین لاندین، شون گرت، اندرس بگه، مارک تیلور، استار گیت و ماراتون با وی همکاری داشته اند. همچنین این آلبوم شامل اولین همکاری با یک رپر و یک بازخوانی از ترانه‌ای به نام Tired of being sorry (خسته از متاسف بودن) از گروه مستقل رینگ ساید است. گفته می‌شود که این آلبوم با کارهای پیشین انریکه متفاوت است و آمیخته‌ای بیشتری است از شیوهٔ پاپ معاصر تا آلبوم‌های قبلی وی، علاوه بر همکاری هیپ هاپ یادشده، این آلبوم عناصری از موسیقی آر اند بی (ریتم اند بلوز) و لاتین را بکار می‌برد.
این آلبوم در ۱۲ ژوئن ۲۰۰۷ در ایالات متحده و ۱۱ ژوئن در جهان توسط کمپانی گروه موسیقی یونیورسال منتشر شد.
بسیاری از فروشگاه‌ها آهنگ‌های ویژه‌ای را برای بارگذاری از اینترنت ( دانلود) پس از سفارش خریداران ارائه کردند. در میان آنها آهنگ تازهٔ Baby hold on (عزیزم صبر کن) بود که با خرید از شرکت تارگت امکان ابتیاع آن وجود داشت.
نسخه‌های اروپایی آلبوم شامل آهنگ‌های برای پاداش به خریداران به نام‌های Hero (قهرمان) ویرایش تاندرپوس و Not in love (عاشق نیستم) با هم خوانی کلیس (میکس برای کلاب آرمند ون هلدن) بود، گرچه نسخ آسیایی تنها شامل آهنگ‌ها قبلی با یک آهنگ پاداشین بودند.

## آهنگ‌ها
1. Ring My Bells
2. Push (Feat. Lil' Wayne)
3. Do You Know (Ping Pong Song)
4. Somebody's Me
5. On Top Of You
6. Tired of Being Sorry
7. Miss You
8. Wish I Was Your Lover
9. Little Girl
10. Stay Here Tonight
11. Sweet Isabel
12. Don't You Forget About Me
13. Dímelo (Spanish version of Do You Know? (The Ping Pong Song))
14. Alguien Soy Yo (Spanish version of Somebody's Me)
15. Amigo Vulnerable (Spanish version of Tired Of Being Sorry)